# مامونوفکا
مامونوفکا (به لاتین: Mamonovka) یک رود در روسیه است که در استان کالینینگراد واقع شده‌است.